# Гимназия № 1 (Новополоцк)
Гимназия № 1 Новополоцка — государственное учреждение образования в Витебской области Республики Беларусь, основанное в 1993 году на базе городской средней школы № 6. Находится в Новополоцке по адресу Молодёжная улица, 107.

## История
В 1993 году Решением Новополоцкого городского Совета народных депутатов на базе Новополоцкой средней школы № 6 открыта гимназия на 2 класса. В следующем году введены для изучения 3 иностранных языка, привлечены к обучению преподаватели высших учебных заведений, члены Союза художников.
21 декабря 1999 года  гимназия прошла аттестацию Государственной  инспекции  учебных учреждений Министерства образования Республики Беларусь.
В 2001 году вступила в действие Программа «Учебный кабинет», открыты многопрофильные классы.
В мае 2006 года прошла государственная аккредитация УО «Новополоцкая государственная общеобразовательная гимназия».
С 2002 по 2008 год проводилась программа «Информатизация», а в сентябре 2011 года вместе с пятью другими учебными заведениями республики гимназия подключилась к проекту по внедрению модели обучения «1 ученик — 1 компьютер».

## Деятельность
На сегодняшний день в гимназии работает более 100 квалифицированных педагогов и сотрудников, обучается свыше 1000 гимназистов.  Поступаемость в ВУЗы в 2012 году составила 99 %. Ежегодно учащиеся занимают призовые места в городских, областных и республиканских олимпиадах.

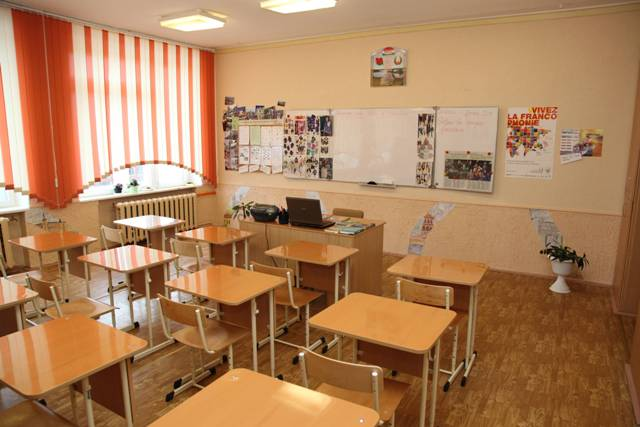
Интерьер учебного класса

Основными задачами гимназии являются:
- обеспечение получения учениками общего среднего образования, знаний и навыков необходимых для выбора будущей профессии;
- подготовка учеников к поступлению в учреждения, обеспечивающие получение профессионально-технического, среднего специального и высшего образования;
- формирование и развитие личности учеников, развитие их способностей, формирование научного и творческого мировоззрения, овладение социальными, моральными нормами и правилами.

Основные направления обучения: филологическое, обществоведческое, химико-биологическое, физико-математическое.

## Фотогалерея

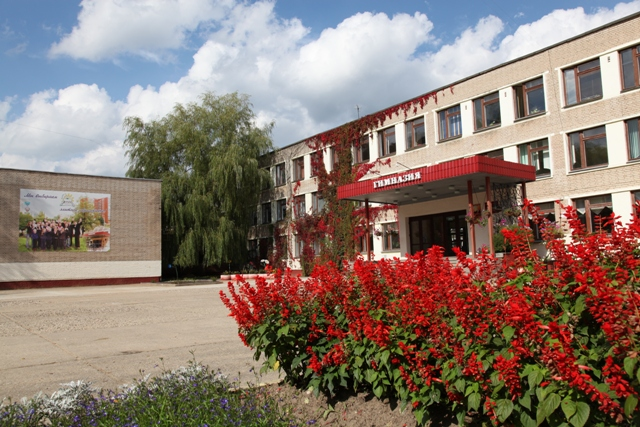
Общий вид гимназии
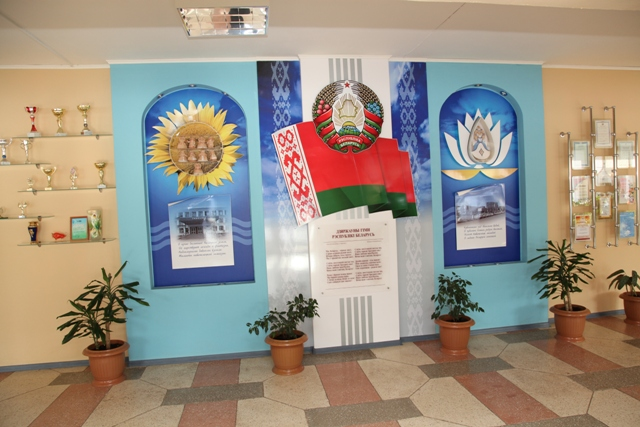
Фойе
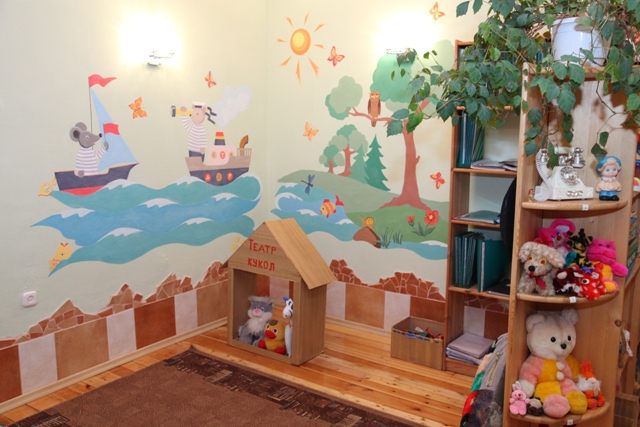
В кабинете начальных классов
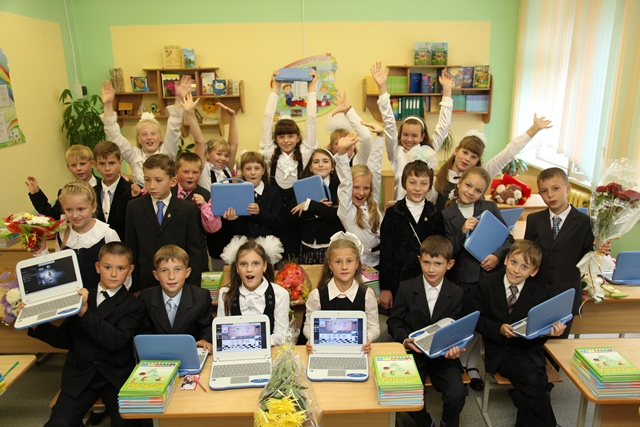
Старт проекта «1 ученик — 1 компьютер»